# در محاصره
در محاصره نام فیلمی به کارگردانی اکبر صادقی است. این فیلم محصول کشور ایران و تولید سال ۱۳۶۰ می‌باشد.

## خلاصه داستان
سیدحسین، فرزند یک استوار ارتش، به دلیل فعالیت‌ها ضد دولتی به زندان می‌افتد ولی پس از مدتی با کمک پدر آزاد می‌شود. در جریان انقلاب سیدحسین به زادگاهش، جهرم، می‌رود و با همکاری پیشنماز مسجد و دوستانش به تهییج مردم می‌پردازند و فرمانده نظامی شهر از پدر او می‌خواهد محل اختفای آنان را لو دهد…